# Racing Club Heemstede
El Racing Club Heemstede (RCH) és un club de futbol neerlandès de la ciutat de Heemstede.

## Història
El club va ser fundat el 25 de febrer de 1911. El club va ser campió nacional les temporades 1923 i 1953.

## Palmarès

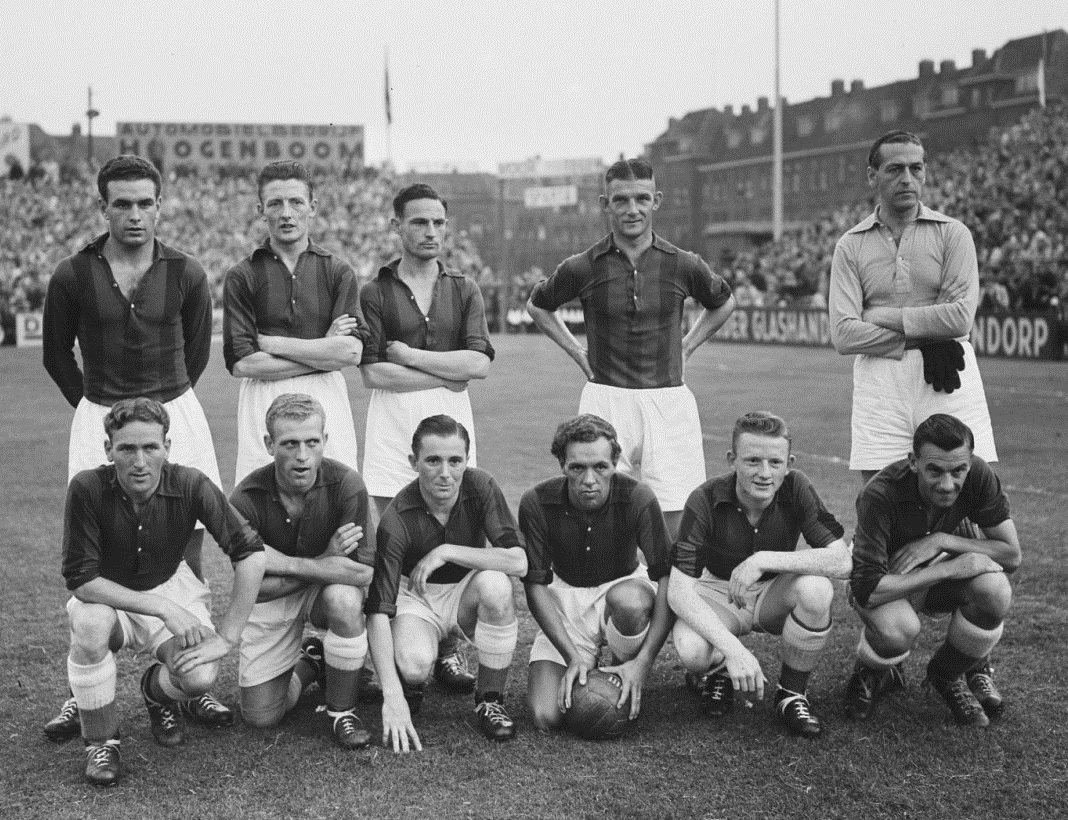
Het el 1952/53.

- Lliga neerlandesa de futbol:[2]
  - 1922-23, 1952-53

- Copa neerlandesa de futbol:[3]
  - 1917-18, 1927-28